# Pomorskie Przedsiębiorstwo Mechaniczno-Torowe
Pomorskie Przedsiębiorstwo Mechaniczno-Torowe Sp. z o.o. (PPM-T) – polskie przedsiębiorstwo remontowo-budowlane, a także przewoźnik kolejowy.
Spółka powstała w 2001 roku poprzez połączenie w jedną firmę Zakładu Napraw Infrastruktury i Zakładu Maszyn Torowych w Gdańsku. Przedsiębiorstwo zajmuje się budową i remontami nawierzchni kolejowej, a także naprawami maszyn torowych.
Tabor firmy stanowią w przeważającej mierze różnego rodzaju maszyny torowe i wagony techniczne wykorzystywane przy naprawach infrastruktury kolejowej. Do spółki należą ponadto lokomotywy: SM03, SM42 i ST44.